# Forest Lawn Memorial Park (Glendale)

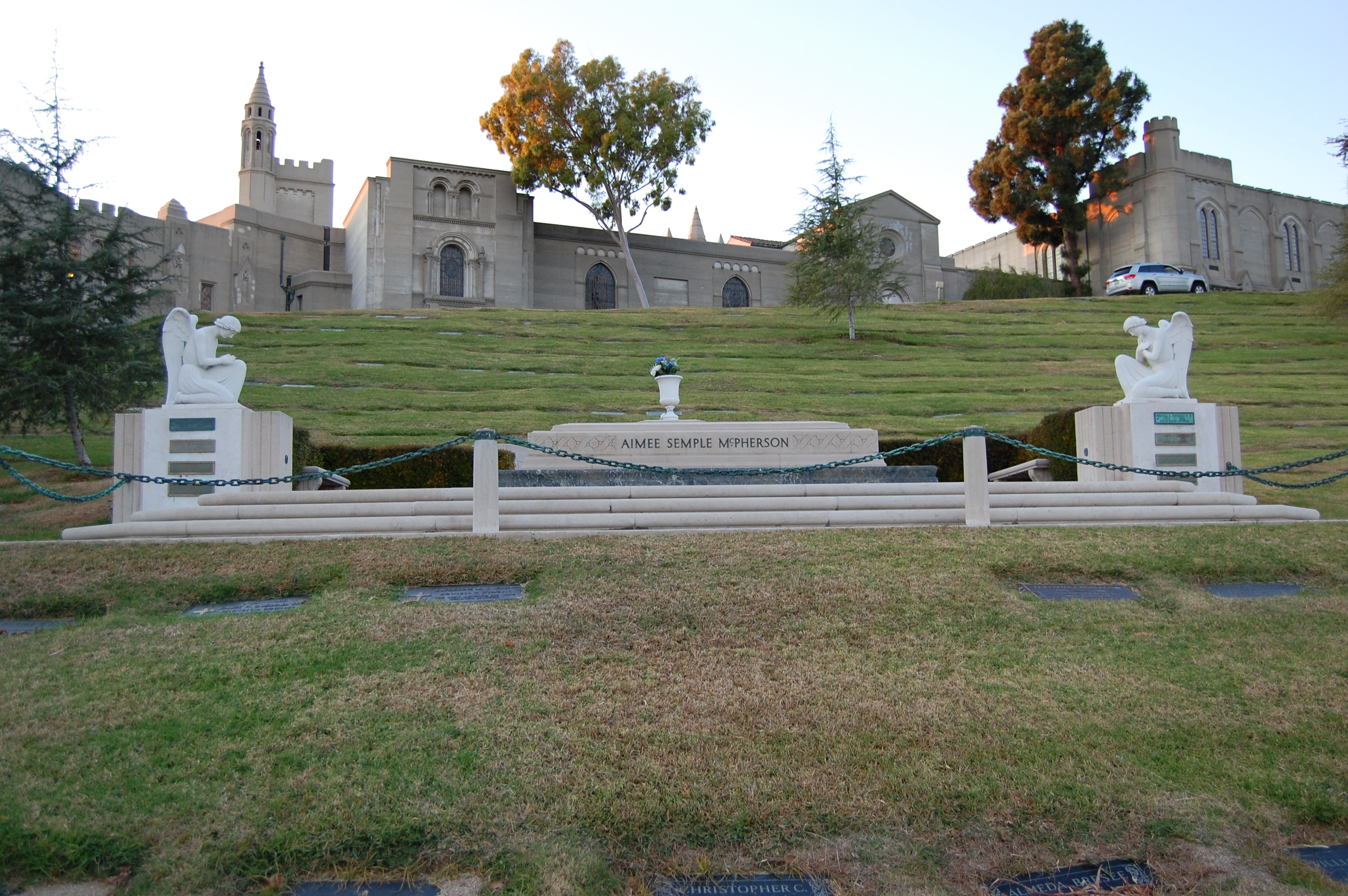
Túmulo de Aimee Semple McPherson no Cemitério Forest Lawn em Glendale, Califórnia. Dezembro de 2011.

O Forest Lawn Memorial Park é um cemitério privado localizando em Glendale, Los Angeles, nos Estados Unidos, fundado em 1906. É conhecido por ser o local onde repousam os restos mortais de diversas personalidades famosas, como Walt Disney, Bette Davis, Lucille Ball, Elizabeth Taylor, James Stewart, Humphrey Bogart, Aimee McPherson, Nat King Cole, Michael Jackson, Ronnie James Dio, Wladziu Liberace, Paul Walker e Naya Rivera. Mais de 250.000 pessoas estão enterradas no cemitério.

## Personalidades enterradas no Forest Lawn Memorial Park (Glendale)
- Alan Ladd
- Anna Chance
- Aimee McPherson
- Art Acord
- Art Baker
- Astrid Allwyn
- Bette Davis
- Billy Barty
- Brittany Murphy
- Buddy Adler
- Buster Keaton
- Carole Lombard
- Carrie Fisher
- Charles Ogle
- Charley Grapewin
- Clark Gable
- Clinton Anderson
- Constantin Bakaleinikoff
- David O. Selznick
- Debbie Reynolds
- Dick Powell
- Ronnie James Dio
- Donald Addrisi
- Donald Crisp
- Dorsey Burnette
- Duane Allen
- Dwight Frye
- Edwin Baker
- Elizabeth Taylor
- Elvia Allman
- Errol Flynn
- Fay Babcock
- Forrest J. Ackerman
- Gabby Hayes
- Gene Austin
- George Archainbaud
- George Burns
- Gracie Allen
- Gutzon Borglum
- Hillel Slovak
- Helen Holmes
- Henry Travers
- Howard Ahmanson
- Humphrey Bogart
- Jack P. Pierce
- Jack Oakie
- James F. Abbott
- James Stewart
- Jane Darwell
- Jean Harlow
- Jean Hersholt
- Jennifer Jones
- Jim Davis
- Joan Blondell
- Joe Besser
- John G. Adolfi
- John Gilbert
- John Ritter
- Johnny Burnette
- Johnny Mack Brown
- Kenneth Anderson
- L. Frank Baum
- Larry Fine
- Lauren Bacall
- Laurence W. Austin
- Laverne Andrews
- Lillian Bounds Disney
- Lionel Stander
- Lois Austin
- Lona Andre
- Louis Alterie
- Lucien Andriot
- Lucille Ball
- Lynn Baggett
- Maria Ouspenskaya
- Marie Dressler
- Marion Aye
- Martha Bamattre
- Mary Pickford
- Maxene Anglyn Andrews
- Michael Clarke Duncan
- Michael Curtiz
- Michael Jackson
- Mischa Bakaleinikoff
- Mitchell Ayres
- Nat King Cole
- Naya Rivera
- Norma Shearer
- Paul Walker
- Poupée Andriot
- Red Skelton
- Richard Alexander
- Robert Alda
- Robert Taylor
- Robert Young
- Robert Z. Leonard
- Roscoe Ates
- Ross Alexander
- Russell Harvey Ash
- Ruth Roland
- Sam Cooke
- Sandra Dee
- Sammy Davis, Jr.
- Spencer Tracy
- Suzan Ball Long
- Tara Correa-McMullen
- Telly Savalas
- Theda Bara
- Theodore Dreiser
- Tom London
- Vincente Minnelli
- Victor McLaglen
- Walt Disney
- Wally Albright
- Warner Baxter
- Wayne Allwine